# Ligne de tramway 1 (SNCV Groupe de Mons-Borinage)
Ne doit pas être confondu avec Ligne de tramway 1/ (SNCV Groupe de Mons-Borinage).
La ligne 1 est une ancienne ligne de tramway du Groupe de Mons-Borinage de la Société nationale des chemins de fer vicinaux (SNCV) qui a fonctionné entre le 6 avril 1905 et le 15 mars 1970.

## Histoire
La ligne est mise en service le 6 avril 1905 en traction électrique entre la gare de Quaregnon et la place Saint-Pierre (de Lambrechies) à Pâturages (nouvelle section, capital 127),. L'exploitation est assurée comme pour les autres lignes électrique du capital 127 dit des lignes du Borinage par la SNCV.
Le 10 février 1906, elle est prolongée de Pâturages à la gare de Frameries (Nord-Belge) (nouvelle section, capital 127),.
En 1920, elle est limitée de la gare de Quaregnon à la place Saint-Pierre (de Lambrechies), la ligne 408 l'y remplace tandis qu'à Frameries la desserte de la gare est abandonnée mais elle est prolongée à la Grand-Place de Mons en remplacement de la ligne Mons - Frameries.
Le 14 août 1930, la ligne se voit attribuer l'indice P.
En 1936, l'indice P est remplacé par le numéro 1.
Le 2 juillet 1967 à l'occasion d'une réforme de structure du Groupe de Mons-Borinage, la ligne est limitée de Saint-Ghislain à Wasmes rue de Maubeuge avec remplacement par autobus sur cette section qui est désaffectée.

## Exploitation

### Horaires
Tableaux :
- 407/1 en 1931, numéro et tableau partagés entre les lignes P (407/1) Mons Rue des Capucins - Pâturages Place Saint-Pierre et E (407/2) Mons Grand-Place - Wasmes Rue de Maubeuge[6].
- 832 en 1958, numéro et tableau partagés entre les lignes 1 Mons SNCB - Saint-Ghislain Place, 2 Mons SNCB - Dour Trichères et 11/12 Mons SNCB - Mons SNCB[7].